# Vredeskoers-GP Jeseniky U23
De Vredeskoers-GP Jeseniky U23 (vaak ook Vredeskoers U23) is een meerdaagse wielerwedstrijd voor beloften in Tsjechië. De wedstrijd werd in 2013 voor het eerst georganiseerd en maakt sinds 2015 deel uit van de UCI Nations' Cup U23, in de categorie 2.Ncup. De eerste twee edities maakte de koers deel uit van de UCI Europe Tour, in de categorie 2.2U.

## Lijst van winnaars

### Overwinningen per land
| Overwinningen | Land                                                                |
| ------------- | ------------------------------------------------------------------- |
| 3             | Frankrijk                                                           |
| 2             | België                                                              |
| 1             | Australië, Italië, Letland, Noorwegen, Oostenrijk, Slovenië, Spanje |